# Everaldo Stum
Everaldo Stum (Garibaldi, 5 de julho de 1991) é um futebolista brasileiro que atua como atacante. Atualmente joga no Fluminense.

## Carreira

### Início
Nascido em Garibaldi, no Rio Grande do Sul, Everaldo se formou na academia de juniores do Grêmio. O jogador realizou sua estreia pela equipe principal no dia 5 de novembro de 2011, entrando no segundo tempo da derrota por 2 a 0 contra Atlético Mineiro, válida pelo Campeonato Brasileiro.

### Caxias
Foi emprestado ao Caxias em 2012, chegando como reforço para a disputa do Campeonato Gaúcho.

### CSA
Em 2013 foi novamente emprestado, desta vez ao CSA, de Alagoas. Por lá o atacante foi artilheiro do Campeonato Alagoano, com 13 gols.

### Figueirense
No dia 17 de abril de 2014, Everaldo foi emprestado ao Figueirense até o fim da temporada. O jogador fez um bom Campeonato Brasileiro pelo Figueira, no qual marcou seis gols, sendo artilheiro de sua equipe na competição.

### Retorno ao Grêmio
Para a temporada de 2015, o jogador retornou ao Grêmio.

### Retorno ao Figueirense
Após pouco atuar no Campeonato Gaúcho, Everaldo acertou seu retornou ao Figueirense no dia 28 de abril de 2015, só que desta vez de forma definitiva.

### Paysandu
No dia 27 de julho de 2015, acertou com o Paysandu.

### Água Santa
Em 2016, Everaldo chegou em Diadema para assumir a camisa 9 do Água Santa.

### Santa Cruz
Após os estaduais, por sua boa passagem no clube paulista, acerta com o Santa Cruz para a disputa da Série A. Estreia contra o Fluminense no Rio de Janeiro, a partida terminou 2–2.

### Atlético Goianiense
Em 2017 se transfere para Atlético Goianiense onde faz um boa campanha na Série A e acaba vendido antes do fim do campeonato para o Querétaro, do México, por cerca US$ 1 milhão.

### Chapecoense
No dia 31 de janeiro de 2019, Everaldo assinou com a Chapecoense por um ano. Apesar de ter feito a melhor temporada de sua carreira, esteve no elenco que foi rebaixado para a segunda divisão.

### Kashima Antlers
No dia 4 de janeiro de 2020, acertou com o Kashima Antlers por duas temporada. O clube japonês desembolsou algo em torno de US$ 1,6 milhão pelo atacante.

### Bahia
O atleta foi anunciado pelo Bahia no dia 28 de dezembro de 2022, assumindo a camisa 9 que estava sem dono definitivo desde a saída de Gilberto em 2021.

### Fluminense
Em 17 de fevereiro de 2025, sem espaço no Bahia após a chegada de Willian José, Everaldo desembarcou no Rio de Janeiro e acertou com o Fluminense. O tricolor acertou a compra do jogador junto ao clube baiano por 700 mil dólares (cerca de R$ 4,2 milhões), valor do qual descontará a quantia de um repasse referente à venda do atacante Biel, "moleque de Xerém", para o Sporting. O atacante assinou por duas temporadas com o Fluminense, até o final de 2026.
Fez sua estreia na última rodada do Campeonato Carioca, no dia 23 de fevereiro, na vitória de 3 a 2 sobre o Bangu. No dia 26 do mesmo mês, marcou seu primeiro gol pelo Fluminense e deu três assistências na goleada história por 8 a 0 aplicada no Águia de Marabá, em partida válida pela Copa do Brasil.
Em 10 de abril, voltou a se destacar marcando dois "golaços" contra o GV San Jose, em partida válida pela fase de grupos da Copa Sulamericana, na qual o Fluminense goleou por 5 a 0.

## Títulos
Bahia
- Campeonato Baiano: 2023 e 2025

### Artilharias
CSA
- Campeonato Alagoano: 2013 (13 gols)

Bahia
- Campeonato Baiano: 2023 (6 gols)